# Podoviridae
 (Septembre 2021).
Podoviridae est une famille de virus appartenant à l'ordre des Caudovirales. Elles infectent les bactéries et sont donc des bactériophages. Il y a 130 espèces dans cette famille, réparties en 3 sous-familles et 52 genres,. Elle se caractérise par des queues très courtes et non contractiles.

## Structure
Les virus de cette famille sont dépourvus d'enveloppe virale. Ils ont une taille d'environ 60nm et sont dotés de 72 capsomères.
Ils possèdent un génome d'ADN linéaire, comme tous les duplodnaviria, codant 55 gènes différents.